# Mas de Barberans
Mas de Barberans est une commune de la province de Tarragone, en Catalogne, en Espagne, de la comarque de Montsià. Elle est membre de la mancomunidad de la Taula del Sénia.